# Jesús de Monasterio
Jesús de Monasterio y Agüeros (Potes, 20 de marzo de 1836-Casar de Periedo, 28 de septiembre de 1903) fue un violinista y compositor español. Junto a Pablo Sarasate, es el mayor representante de la escuela violinística española, en la que destacó como clasicista.

## Biografía

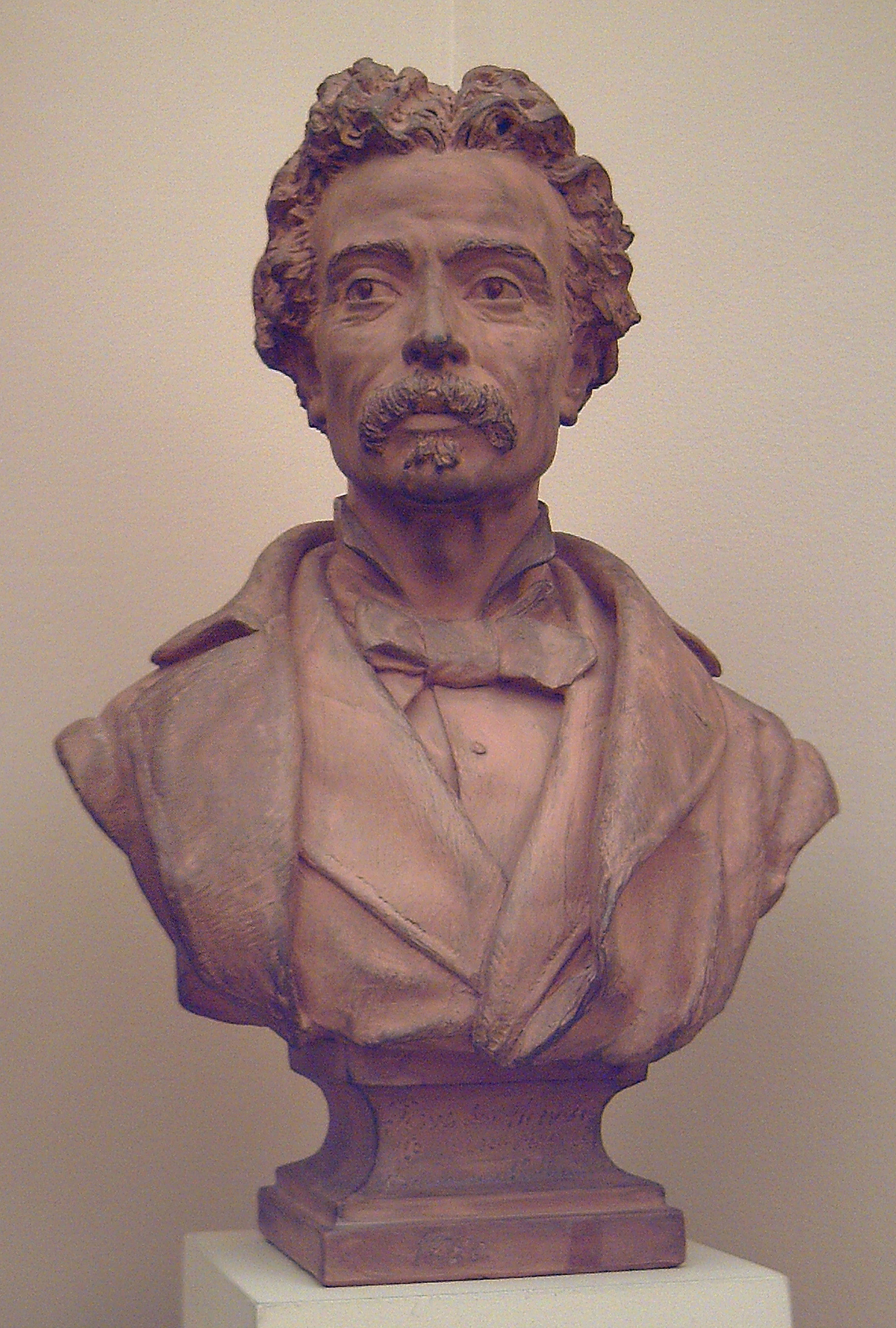
Busto de Monasterio (V. Vallmitjana, 1880), Academia de San Fernando (Madrid).

Tras sus primeros estudios, se traslada a Bruselas donde estudia con Bériot. Desde allí comienza una carrera brillante como virtuoso por Europa antes de volver a instalarse en España para ejercer aquí labores de alta docencia y de organización e impulso de la vida musical. En Madrid fue: director del Conservatorio Nacional de Música, músico de la Real Capilla y académico fundador de la Sección de Música en la Real Academia de Bellas Artes de San Fernando. Como docente formaría a la mayor parte de los violinistas activos de relevancia en la España de principios del siglo XX. 
Participa en el alhambrismo y su labor es fundamental en la introducción de las obras de Wagner en el panorama musical español y uno de los más importantes difusores de la música de cámara. Junto con el pianista Juan María Guelbenzu funda en 1863 la Sociedad de Cuartetos de Madrid. En 1866, junto a Barbieri y Gaztambide funda la Sociedad de Conciertos de Madrid, orquesta clave en el ambiente musical español, con la que se dedica a la promoción del sinfonismo alemán, especialmente las Sinfonías.
Amigo de Concepción Arenal, la ayudó en muchas de sus obras.
Da nombre a uno de los dos conservatorios de Santander (llamándose el otro en honor a Ataúlfo Argenta). También da nombre al Instituto de Educación Secundaria de su localidad natal.

## Labor docente
En sus últimos años se dedicó casi en exclusiva a la enseñanza musical, poniendo las bases de la escuela violinística española. En el año 1887 se crea para él en el Conservatorio de Madrid la cátedra de Perfeccionamiento de Violín y de Música Instrumental de Cámara, a la que pasa después de abandonar la suya de violín. A sus clases solo tenían acceso los alumnos que hubiesen obtenido primeros o segundos premios en violín en los últimos concursos públicos de la Escuela de Música, los premiados en concursos de otros países, o los que demostraran mediante un examen de selección las condiciones necesarias para ingresar en dicha clase. Entre los que pasan por sus manos destacan instrumentistas como Manuel Pérez, Manuel Pardo, Julio Casares, Juan Antonio Espino, Pedro de Urrutia, Eduardo Fernández Murrió, Francisco Torres, Teodoro Ballo, Enrique Fernández Arbós, Andrés Goñi, Julia Rogel, Andrés Gaos o Julio Francés, entre los violinistas, o Juan Ruiz Casaux y Pablo Casals, entre los violonchelistas.

## Principales composiciones

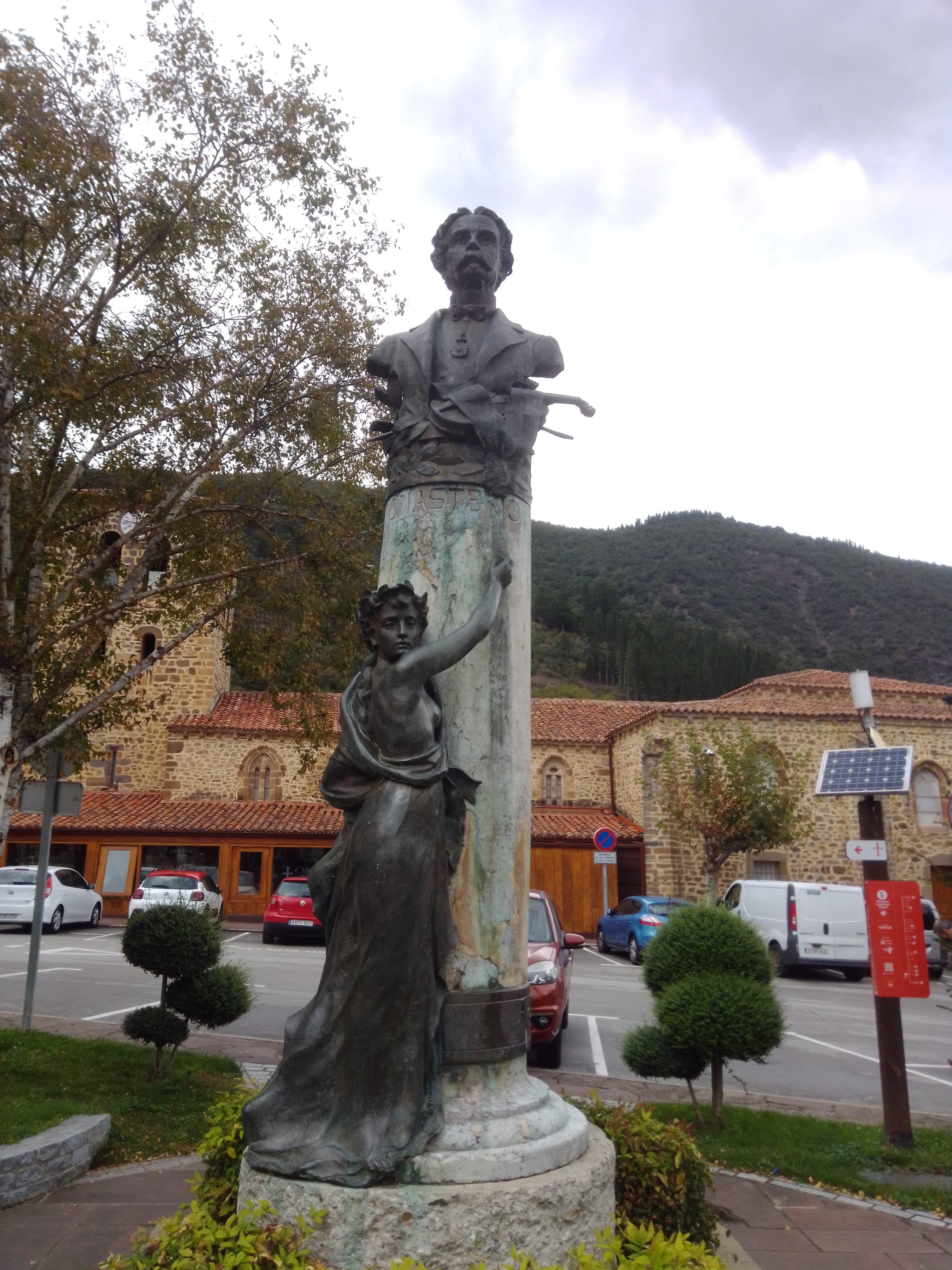
Monumento en Potes

Como compositor su obra es fundamentalmente violinística. En ella destacan:
- Fantasía original española (1853), para violín y orquesta.
- Adiós a la Alhambra (1855), para violín y piano, inscrito dentro del movimiento alhambrista, pieza de virtuosismo violinístico para salón, con una bella línea melódica. También realiza una versión orquestal.
- Grande Fantaisie Nationale (1855), para violín y orquesta.
- Concierto en si menor para violín y orquesta (1859; 2.ª versión de 1880), con una estructura similar al Conciero para Violín de Mendelssohn y que se trata del único concierto para violín escrito en España en esa época, e incluso en todo el siglo. Está en la línea de los conciertos románticos de violín que componían los grandes virtuosos de aquellos tiempos, como Henri Vieuxtemps o Wieniawski, con una partición de violín solista de gran virtuosismo.
- Marcha fúnebre y triunfal (1864).
- Scherzo fantástico, compuesto en Madrid en noviembre de 1865, corregido en Potes en septiembre de 1866, y estrenado el 15 de marzo de 1868 por la Sociedad de Conciertos de Madrid, bajo la dirección de Barbieri. Según la Revista y Gaceta Musical (23-III-1868), el Scherzo “produjo viva sensación en el público, que hizo repetir la pieza, llamando al autor entre los más nutridos y prolongados aplausos” y Para Peña y Goñi, “tiene todo el sabor de una pieza clásica impregnada de la savia moderna, porque hay que decir, en honra del insigne artista, que no reconoce exclusivismos estéticos y adora lo bello donde quiera que lo halla”.
- Melodía para orquesta (1872).
- Melodía para violín o violonchelo y piano (1874), dedicada a su amigo Víctor Mirecki.
- Estudio de concierto en si bemol (1875), para arpa, oboe, clarinete, trompa y orquesta de cuerda.
- Sierra Morena (1877), para violín y orquesta.
- Veinte estudios artísticos de concierto, por los que, el 21 de octubre de 1878, recibe, en la Exposición Universal de París, la Medalla de Plata dentro del apartado denominado "Organización y material de la segunda enseñanza".
- Andantino expresivo (1881), para orquesta de cuerda.
- Andante religioso, para orquesta de cuerda.